# Georg Aumeier
Georg Aumeier (Amberg, 14 november 1895 - Onbekend) was een Duitse officier en SS-Oberführer tijdens de Tweede Wereldoorlog.

## Leven
Op 14 november 1895 werd Georg Aumeier geboren in Amberg. Hij ging naar de Volksschule (basisschool), en ging daarna voor zes jaren naar het gymnasium. Na zijn schoolgang werkte hij in de textielindustrie.

### Eerste Wereldoorlog
In 1914 ging Aumeier in dienst bij het Beiers leger. Hij werd geplaatst bij het Königlich Bayerisches 11. Infanterie-Regiment „von der Tann“. Aumeier raakte zwaargewond en bleef voor 60% invalide.

### Interbellum[1]
Na de Eerste Wereldoorlog keerde hij terug naar de textielhandel. Op 1 maart 1922 werd Aumeier lid van de Sturmabteilung (SA). Hij werd geplaatst bij de 5. Kompanie (5e compagnie) van het SA-regiment Munchen. Aumeier nam deel aan de Bierkellerputsch. Na het mislukken van de putsch, diende hij bij de Frontbann, en de opnieuw opgerichte SA. Op 30 september 1926 verliet hij de Sturmabteilung en werd op 2 maart 1926 lid van de Nationaalsocialistische Duitse Arbeiderspartij (NSDAP). Hij werd ook enige tijd later op 1 augustus 1928 lid van de Schutzstaffel (SS). Op 15 februari 1929 werd Aumeier benoemd tot adjudant van de SS-Standartenführer I in München. Hierna was hij werkzaam als adjudant van de SS-Brigadeführer in Beieren. Hij werd opgevolgd door de SS-Obersturmbannführer Schmidtner. Op 1 juli 1930 volgde zijn benoeming tot adjudant van de Reichsführer der SS. Tegelijk met zijn benoeming tot adjudant van de RFSS, werd Aumeier bevorderd tot SS-Standartenführer (kolonel). Hierna werd hij ingezet als leider van de Personalabteilung IIb (Stärkenachweise) in de Reichsführung SS. Aumeier werd opgevolgd door Günther Claasen. Van 11 mei 1930 tot 10 september 1932 was hij Reichsgeschaftsführer. Op 19 juli 1932 volgde zijn benoeming tot leider van de Kartothekabteilung (cartotheekafdeling) in de Persönlicher Stab Reichsführer-SS. Op 30 januari 1934 werd Aumeier bevorderd tot SS-Oberführer. Na zijn bevordering volgde zijn benoeming tot leider van de PII (Ergänzung) in de Persönlicher Stab Reichsführer-SS. Hij werd opgevolgd door de SS-Oberführer Hermann von Schade. Op 30 januari 1935 volgde zijn benoeming tot chef van het Amt VIII (Ergänzungsamt) in het SS-Hauptamt. SS-Obersturmbannführer Friedrich Hauser volgde hem als chef op. Hierna volgde zijn overplaatsing als Führer naar het Verwaltungsamt (administratie) in het SS-Hauptamt. Vanaf 1 oktober 1935 tot 27 april 1940 was Aumeier Platzkommandant  en Führer van het SS-Übungslager Dachau (vrije vertaling: plaatselijke commandant en leider van het trainingskamp Dachau).

### Tweede Wereldoorlog[1]
Vanaf 8 december 1939 kreeg Aumeier een tijdelijke functie in het SS-Oberabschnitt Süd. Hierna diende hij nog als Führer in het SS-Wirtschafts und Verwaltungshauptamt. Op 16 augustus 1944 ging Aumeier met pensioen (met ingang vanaf 1 november 1944). Hij kreeg een pensioen van 878,40 Reichsmark per maand.

## Na de oorlog
Over het verdere verloop van zijn leven is niets bekend.

## Militaire carrière
- SS-Standartenführer: 1 juli 1930[2]
- SS-Oberführer: 30 januari 1934[2][3]

## Lidmaatschapsnummers
- NSDAP-nr.: 33 027[2][3] (lid geworden 2 maart 1926[1])
- SS-nr.: 1 237[2][3] (lid geworden 1 augustus 1928[1])

## Onderscheidingen
- Bloedorde (nr.586)[1][4]
- Gouden Ereteken van de NSDAP[1][3] (nr.33027)[5]
- Dienstonderscheiding van de NSDAP in zilver[1]
- Frontbann badge[1]
- Insigne van de SA bijeenkomst bij Brunswijk 1931[1]
- Erekruis voor Frontstrijders in de Wereldoorlog[1]
- SS-Ehrenring[3]
- Ehrendegen des Reichsführers-SS[3]